# 鯉魚潭 (地名)
鯉魚潭，是臺灣苗栗縣三義鄉的一個傳統地域名稱，位於該鄉南部。相較於今日行政區，其範圍大致為鯉魚潭村不含東北部邊界狹長地帶及東邊凸出部分及東南邊凸出部分。
本地區位於鯉魚潭水庫下游，該水庫管理中心則位於本地區東部近邊界地帶。

## 歷史
台灣清治末期至日治初期，鯉魚潭地區為一街庄，稱為「鯉魚潭庄」，隸屬於苗栗三堡。該庄北與拐仔湖庄為鄰，東北與魚藤坪庄為鄰，東南與卓蘭庄為鄰，南邊及西邊隔大安溪與石壁坑庄、七塊厝庄、公館庄、新店庄為界，西北邊一小段與南勢林庄為界。1901年（日治明治三十四年）11月，該庄隸屬於苗栗廳三叉河支廳。1909年（明治四十二年）10月，鯉魚潭庄劃入臺中廳大甲支廳。1913年7月，其又改隸屬新竹廳三叉河支廳。1920年（大正九年），該庄改制為「鯉魚潭」大字，隸屬於新竹州苗栗郡三叉庄。
戰後三叉庄改制為三叉鄉，隸屬於新竹縣，大字亦改制為村。1950年桃、竹、苗分治，三叉鄉改隸屬於重新成立的苗栗縣。1953年11月，改名為三義鄉。

## 聚落
本地區發展較早的聚落有鯉魚潭、聖王崎腳、南片山下、蕃仔城、三櫃坑等，在日治期初期的官方地圖上已有記載。此外，本地區尚有鯉魚口、上坪、枕頭山、下坪、三羊坑、下矮山、坪頂、三櫃等聚落。

## 交通

### 鐵路
台鐵山線大致以北北東—南南西走向經過鯉魚潭地區中部偏西地帶。境內未設站，北側最近的是三義車站，屬三等站；南側最近的是泰安車站，屬簡易站，均只停靠區間車。其中三義車站是成追線區間車及部分縱貫線區間車的折返點之一。

### 公路

#### 國道
國道一號，又稱「中山高速公路」，是台灣西部兩條縱向高速公路之一，大致以東北—西南走經過本地區西部。境內未設交流道，東北側最近的是鄉道苗51線交會口的三義交流道，西南側最近是縣道132號交會口的后里交流道，由此等進入可快速前往國道1號沿線各地。

#### 省道
台13線，俗稱「尖豐公路」，是香山內湖至豐原的幹道，大致以北北東—南南西走向經過本地區西部。由該道路向北北東可前往三義市區、銅鑼、苗栗等地，向南可前往后里、豐原並止於省道台3線路口。

#### 縣道
縣道140號有「苗栗縣南橫公路」的稱號，是苑裡南房至卓蘭的道路，大致先以西向東經過本地區西北部一小段邊界，再以北向南轉西北—東南走向再轉縱向再轉西北—東南走向再轉西北西—東南東走向經過本地區西部及南部。由該道路西段西側向西可前往南勢林南部、社苓南部、山柑、國道3號苑裡交流道、省道台1線並止於南房附近的省道台61線路口，向東南東可沿卓蘭地區的大安溪北岸前往卓蘭聚落西南郊的省道台3線路口、白布帆並止於鄉道中47線路口。

#### 鄉道
苗49線是三義至鯉魚潭的道路，其南側端點位於本地區上山腳鄉道苗52-1線路口。由此向北北東蜿蜒而行，出境後可前往魚藤坪斷橋、後台鐵舊線勝興車站、三義市區東側並止於國道1號旁的縣道130號路口。
苗51線是三義交流道至舊義里大橋的道路，其南側端點位於本地區鯉魚口舊義理大橋北側。由此向東北轉北至聖王崎下鄉道苗52-1線路口轉西經多次U形彎上坡後出境轉北北東，可前往八櫃、上湖、下湖、西湖、國道1號三義交流道並止於省道台13線路口。
苗52線（鯉魚潭專用道路）是鯉魚口至酸柑湖的道路，其西側端點位於本地區鯉魚口西北側縣道140號路口。由此向東至鄉道苗51線路口轉東南，再轉東北東再轉南南東出境後，轉東蜿蜒繞行鯉魚潭水庫南側前往酸柑湖西側並止於省道台3線路口。
鄉道苗52-1線是聖王崎下內社川橋的道路，也是本地區景山溪北側山腳下的內部橫向連絡道路，其西側端點位於本地區聖王崎下鄉道苗51線路口。由此向東轉東南沿山腳地帶而行，至鯉魚國小轉南再可前往台鐵舊山線內社川橋附近轉西並止於鄉道苗52線路口。
鄉道苗52-2線是壩頂至二坪的道路，其西側端點位於本地區東部邊界外緣的鯉魚潭水庫管理中心東南側鄉道苗52線路口。由此向西南蜿蜒下坡至大安溪谷地後轉東南出境後，再轉東北蜿蜒上坡至松柏林轉西北再轉西南西再轉北而止於苗52線另一路口。
鄉道苗52-3線是鯉魚潭村至大湖新開村的道路，其西側端點位於本地區東北部三櫃的鄉道苗52線路口。由此向北轉東北出境後，可繞行鯉魚潭水庫北側而前往十份、網形、雙坑並止於省道台3線路口。

## 學校
- 鯉魚國小